# 阿武清
阿武 清（あんの きよし、1886年5月12日 - 1935年4月6日）は、日本の海軍軍人。最終階級は海軍中将。

## 経歴
山口県出身。阿武之介の息子として生れる。1905年11月、海軍兵学校（33期）を席次3番で卒業し、1906年12月に海軍少尉任官。海軍水雷学校高等科を優等で卒業し、第14艇隊艇長、第1艦隊・第2艦隊の各参謀などを経て、1916年11月、海軍大学校（甲種14期）を次席で卒業。
以後、第3水雷戦隊参謀、軍令部参謀、イギリス駐在、海大教官、海軍省人事局第1課局員、横須賀鎮守府付、給油艦「神威」特務艦長、「夕張」艦長、軍令部第1班第1課長、「陸奥」艦長などを経て、1930年12月、海軍少将に進級。人事局長、第2水雷戦隊司令官を歴任し、軍令部第1部長在任時に死去し海軍中将となった。

## 栄典
位階
- 1907年（明治40年）2月12日 - 正八位[1]
- 1924年（大正13年）12月27日 - 従五位[2]
- 1930年（昭和5年）2月15日 - 正五位[3]
- 1935年（昭和10年）4月6日 - 従四位[4]

勲章等
- 1920年（大正9年）9月7日 - 勲四等旭日小綬章[5]